# Zbiornik Borków
Zbiornik Borków – sztuczny zbiornik wodny na rzece Belniance (km 36+850) w województwie świętokrzyskim (powiecie kieleckim), zlokalizowany na południowy-zachód od Daleszyc, we wsi Borków, w otulinie Cisowsko-Orłowińskiego Parku Krajobrazowego.

## Charakterystyka

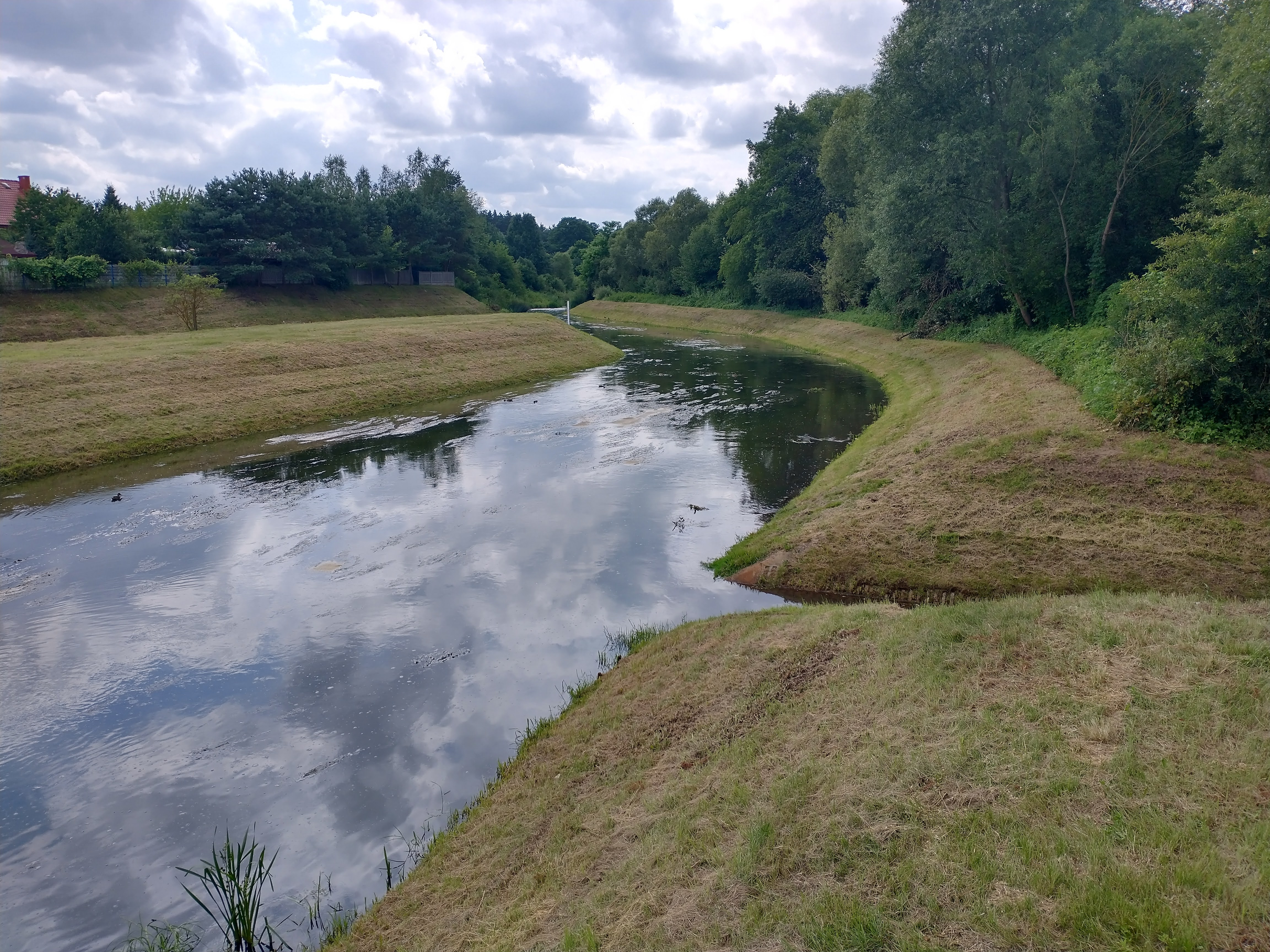
Belnianka poniżej tamy

Zalew wybudowany w 1976 ma powierzchnię 35,70 hektara i objętość 685,6 tys. m³ (normalny poziom piętrzenia). Przy normalnym poziomie lustro wody znajduje się na wysokości 245,5 m n.p.m., a przy piętrzeniu zimowym na wysokości 245,0 m n.p.m. Największa głębokość akwenu to ponad cztery metry, przy średniej dwa metry. Zbiornik ma dwie wyspy.
Podczas powodzi w 2001 wały zalewu zostały w czterech miejscach przerwane i uległ on zniszczeniu, ale został w następnych latach odbudowany. Na jesień 2024 planowane jest rozpoczęcie remontu i spuszczenie wody (Państwowe Gospodarstwo Wodne Wody Polskie i Regionalny Zarząd Gospodarki Wodnej w Krakowie w 2021 zleciły opracowanie dokumentacji projektowej tego zadania w obawie przed ponownym uszkodzeniem wałów przez falę powodziową). Planowane jest odbudowanie jazu, czołowej, lewej i prawej zapory bocznej, w tym drenaż przyskarpowy i uszczelnienie korpusu wraz z wykonaniem przesłony przeciwfiltracyjnej – wydłużenie drogi filtracji, a także odbudowa czaszy mocno zamulonego akwenu.

## Przyroda
Borków w dużej mierze porośnięty jest roślinnością wodną i wymaga corocznego koszenia. W jego wodach żyją płocie, karpie, amury, liny, okonie, szczupaki i wzdręgi.

## Transport i turystyka
Nad zalew dojeżdżają autobusy komunikacji miejskiej z dworca autobusowego w Kielcach przez Daleszyce (linia 11).
Nad wodą i w bliskości zbiornika istnieją ścieżki pieszo-rowerowe (nie jest możliwe obejście dookolne z powodu braku mostu na Belniance przy jej wpływie). W rejonie akwenu przebiega szlak rowerowy Green Velo, a na parkingu koło tamy istnieje Miejsce Obsługi Rowerzystów, z wiatą i stojakami rowerowymi. Wokół zbiornika funkcjonuje kilkanaście pensjonatów, hoteli, kempingów oraz gospodarstw agroturystycznych (głównie w Borkowie). W pobliżu działają ośrodek jazdy konnej i park linowy. Główna plaża dysponuje ratownikami, punktami gastronomicznymi, wypożyczalnią sprzętu wodnego, boiskami sportowymi, placem zabaw, miejscami do grillowania, toaletami i umywalniami.

## Galeria

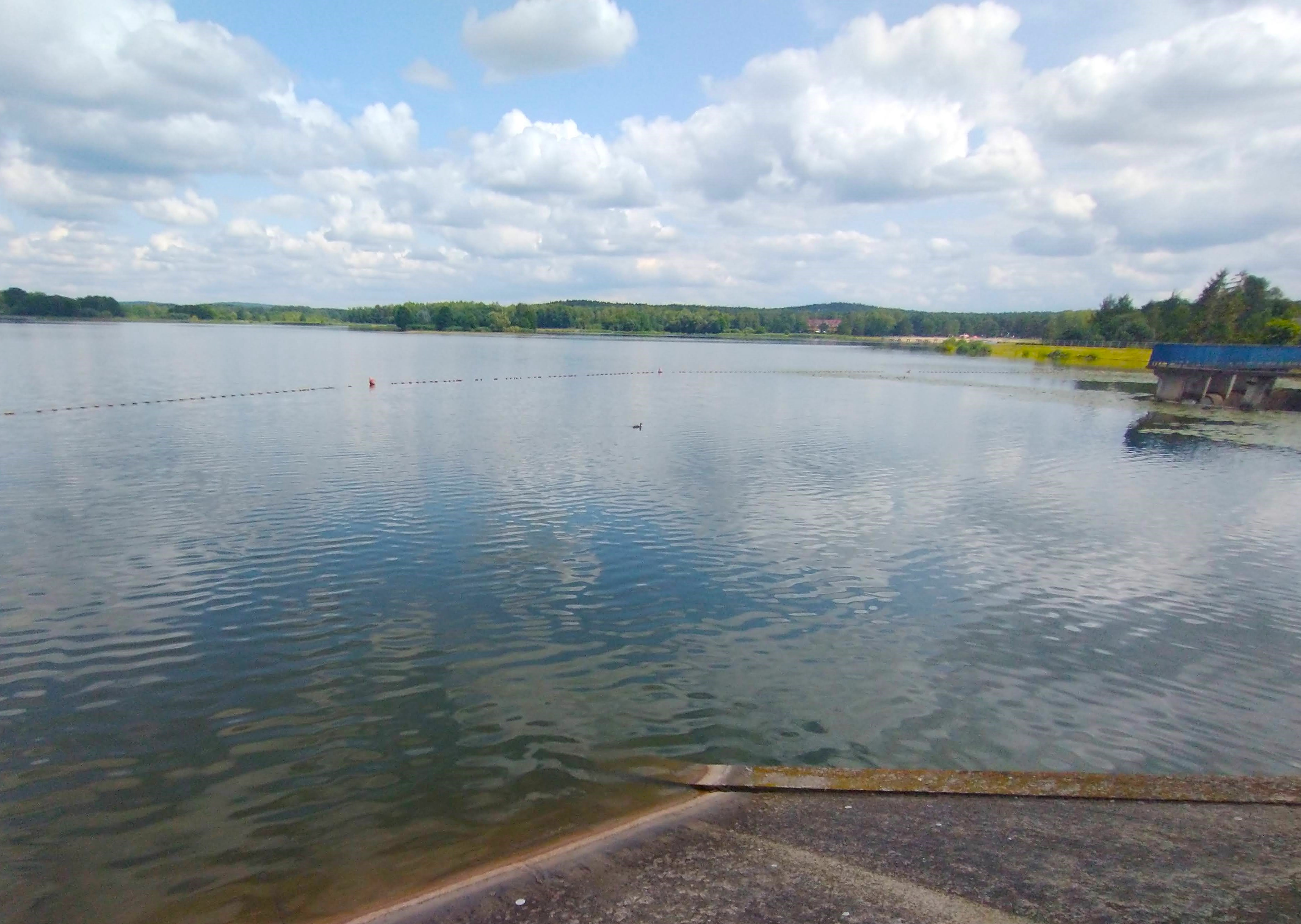
Akwen z zapory
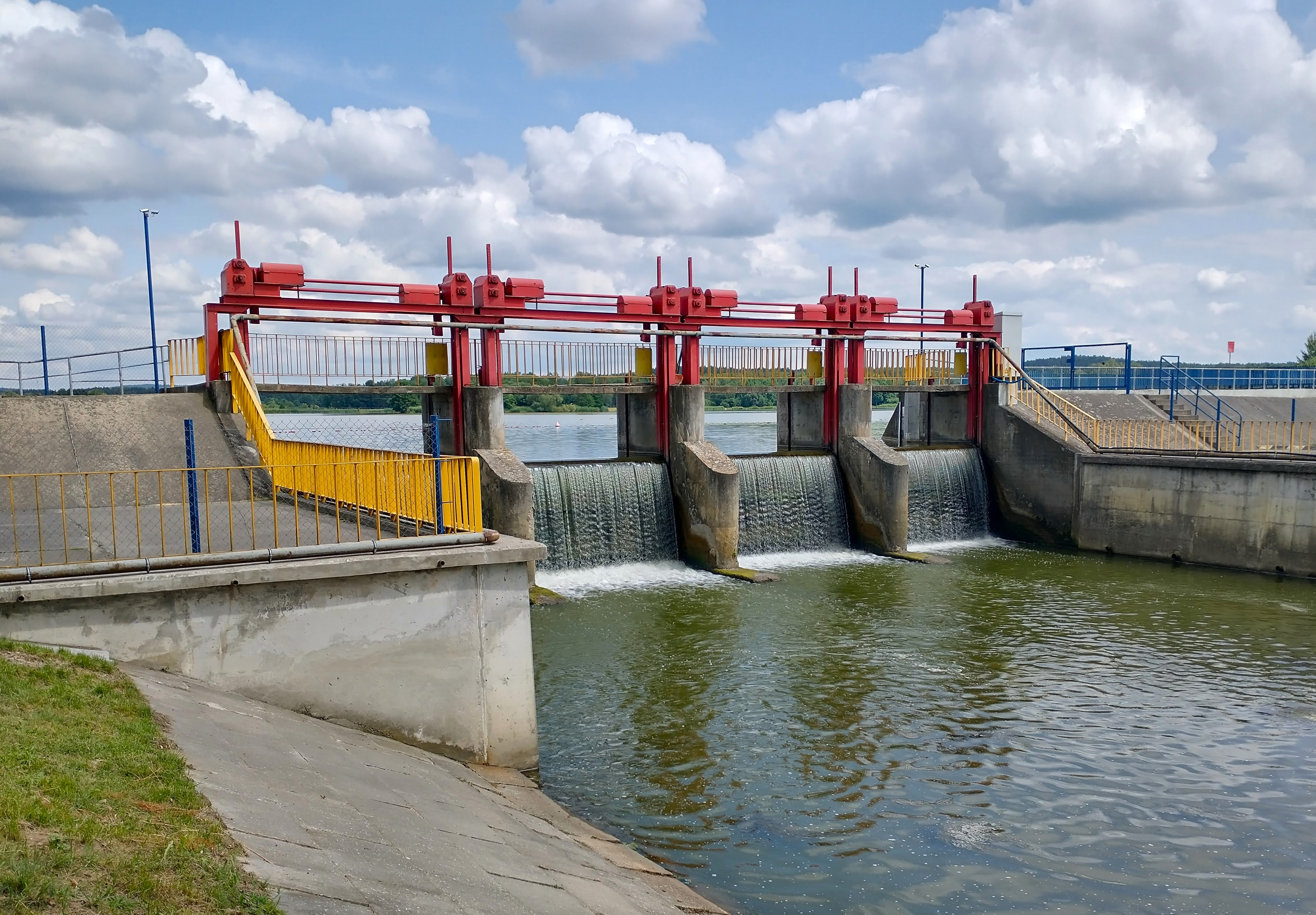
Jaz
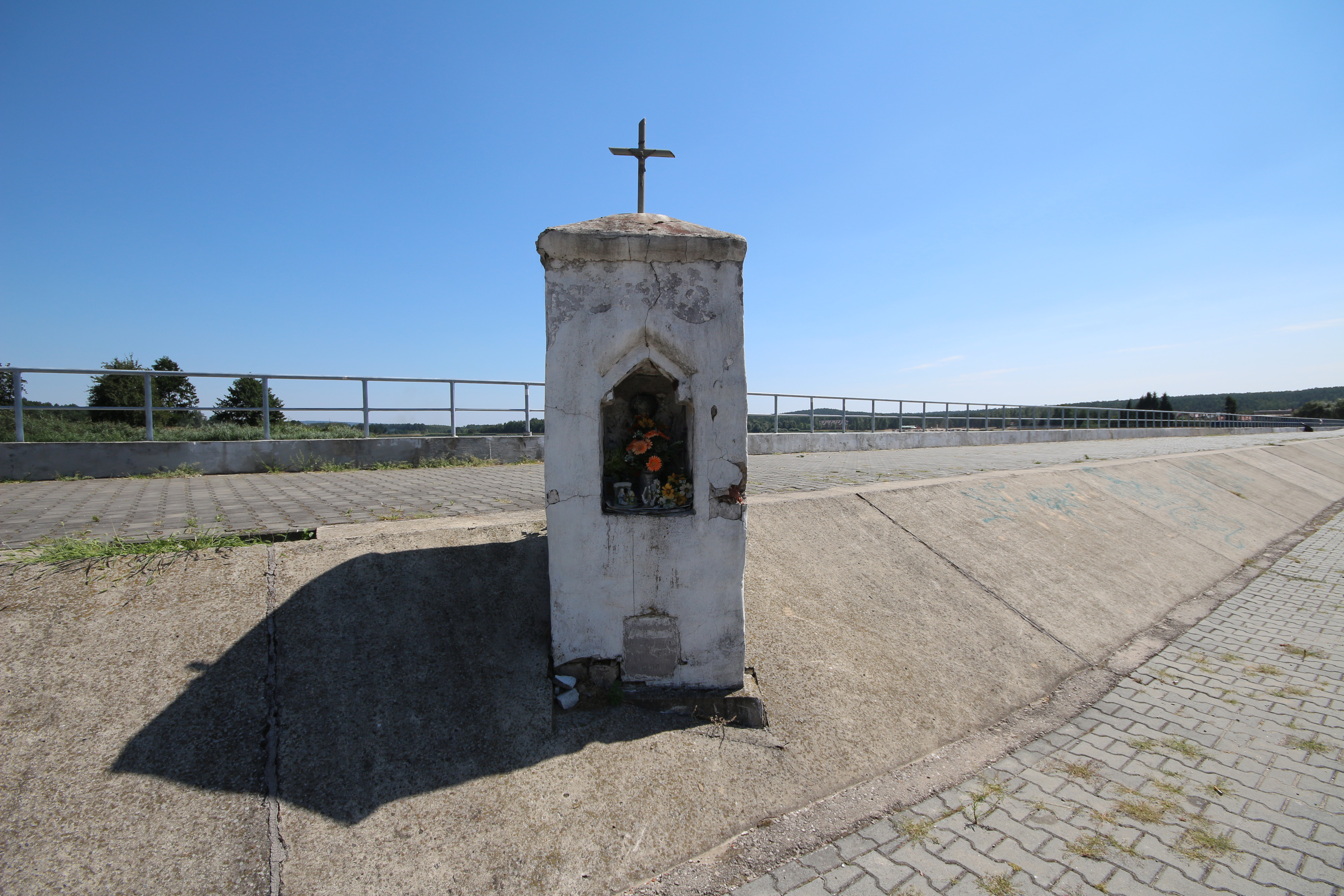
Kapliczka w zaporze